# Viðreisn
Viðreisn (en islandés: "Reforma", "Resurrección" o "Regeneración") es un partido político de Islandia, fundado el 24 de mayo de 2016. Es una escisión del Partido de la Independencia, del cual se separó debido a la decisión de éste de no celebrar un referéndum sobre la adhesión de Islandia a la Unión Europea y a la falta de apoyo al libre comercio.
El partido apoya la adhesión de Islandia a la Unión Europea, la reforma de los subsidios agrícolas, e impuestos al consumo de productos extranjeros. Afirma trabajar por una política pública enfocada en los intereses de la sociedad en general y menos influenciada por determinados grupos de intereses. Está a favor de la política verde y de un estado de bienestar financiado públicamente.
En las elecciones legislativas de 2016 se presentó con la lista C.

## Resultados electorales
| Elección | Votos  | %     | Escaños | +/– | Posición | Gobierno              |
| -------- | ------ | ----- | ------- | --- | -------- | --------------------- |
| 2016     | 19.870 | 10.5  | 7/63    | 7   | 5°       | Coalición con IP y BF |
| 2017     | 13.122 | 6.7   | 4/63    | 3   | 8º       | Oposición             |
| 2021     | 16.628 | 8.3   | 5/63    | 1   | 7º       | Oposición             |
| 2024     | 33.606 | 15.82 | 11/63   | 6   | 3°       | Coalición con AS y FF |